# Kniplia Pukkverk (album)
Kniplia Pukkverk är ett musikalbum med Stein Ove Berg, Jan Sjølie, Ingar Helgesen och Vidar Gunhildrud under namnet Kniplia Pukkverk. Albumet utgavs 1975 av skivbolaget EMI som LP och kassett.

## Låtlista
Sida 1
1. "Fraflytningsvise" (Trad./Vidar Gunhildrud) – 2:53
2. "Drømmene" (Trad./Stein Ove Berg) – 4:19
3. "Kokkevisen" (Trad.) – 3:05
4. "Kalle Petterson och Josefina" (Trad./Alv Schiefloe/Ernst Rolf) – 1:59
5. "Ruben Nilsons rallarvise" (Ruben Nilson) – 3:33
6. "Nordlandsbanens rallarvise" (Trad.) – 2:08

Sida 2
1. "Ångermansvisan" (Ad. Sjund/Trad.) – 3:25
2. "Steinpukkerens" (Sverre Vegenor) – 2:53
3. "Lappmark-visa I" (Trad.) – 3:50
4. "Kveld i brakka 1954" (Frank Cook/Arholm) – 5:35
5. "Baltersons vise" (Trad.) – 2:10

## Medverkande
Kniplia Pukkverk
- Stein Ove Berg – sång, banjo, gitarr, melodika, munspel
- Ingar Helgesen – sång, gitarr
- Vidar Gunhildrud – gitarr, keyboard
- Jan Sjølie – kontrabas

Bidragande musiker
- Ellen Granli – sång
- Paul Sundt – gitarr
- Tove Halbakken – violin
- Rolf Syversen – dragspel
- Arne Hågensen – trummor

Produktion
- Stein Ove Berg – musikproducent
- Ingar Helgesen – ljudtekniker
- Terje Engh – foto, omslagsdesign